# Liste des maires de Mas-Blanc-des-Alpilles

## Liste des maires
Le tableau ci-dessous dresse la liste des maires de Mas-Blanc-des-Alpilles depuis 1793, date de création de la commune.
| Période   | Période   | Identité                        | Étiquette | Qualité |
| --------- | --------- | ------------------------------- | --------- | ------- |
| 1793      | 1795      | Joseph Ferrier                  |           |         |
| 1795      | 1804      | Richard                         |           |         |
| 1804      | 1813      | Jean Joseph Ferrier             |           |         |
| 1813      | 1825      | Benoit Gilles                   |           |         |
| 1825      | 1832      | Benoit André                    |           |         |
| 1832      | 1835      | Elzéard Deydier                 |           |         |
| 1835      | 1837      | Jean Joseph Allard              |           |         |
| 1837      | 1843      | Joseph Martin                   |           |         |
| 1843      | 1846      | François de Guibert             |           |         |
| 1846      | 1848      | Elzéard Deydier                 |           |         |
| 1848      | 1852      | Jean Joseph Millaudon           |           |         |
| 1852      | 1857      | Joseph Alfred Formier de Violet |           |         |
| 1857      | 1858      | Joseph Martin                   |           |         |
| 1858      | 1884      | Paul Jean Baptiste Millaudon    |           |         |
| 1884      | 1885      | Jacques Guigues                 |           |         |
| 1885      | 1896      | Joseph Mauche                   |           |         |
| 1896      | 1911      | Marcellin Tourrette             |           |         |
| 1911      | 1915      | Louis Tourrette                 |           |         |
| 1915      | 1915      | Claudius Bourdet                |           |         |
| 1919      | 1925      | Paul Ferrier                    |           |         |
| 1925      | 1929      | Léon Garagnon                   |           |         |
| 1929      | 1941      | Henri Tourrette                 |           |         |
| 1941      | 1944      | Michel Gamonet                  |           |         |
| 1944      | 1945      | Henri Tourrette                 |           |         |
| 1945      | 1971      | Louis Gognon                    |           |         |
| 1971      | 1995      | Pierre Limberton                |           |         |
| mars 1995 | mars 2008 | Uliano Babski                   |           |         |
| mars 2008 |           | Laurent Geslin                  |           |         |

## Pour approfondir